# Kanał Ludwika
Kanał Ludwika – kanał żeglugowy w Bawarii, łączący zlewiska Morza Północnego i Morza Czarnego. Wybudowany w latach 1836–1846 kanał połączył rzeki Dunaj w okolicach miasta Kelheim oraz rzekę Men w okolicach miasta Bamberg.
Częściowo zlikwidowany po 1950 roku, po likwidacji używany głównie w celach turystycznych. W latach 1960–1992 zastąpiony został nowym kanałem.